# Helene-Mayer-Ring
Der Helene-Mayer-Ring ist eine Straße im Olympiadorf des Olympiaparks München. 

## Beschreibung
Die Straße ist an der Oberfläche für Fußgänger zugänglich, unterirdisch für Autofahrer. Der Helene-Mayer-Ring ist die Ladenstraße des Olympiadorfes mit 36 Ladeneinheiten, für deren Gestaltung und Besetzung sich die Olywelt eG u. a. durch Kauf von Läden engagiert. Die farbigen "Media Lines" (gelb am Helene-Mayer-Ring), eines auf Stelzen verlaufenden Rohrsystems des österreichischen Architekten Hans Hollein dienen als Wegweiser.
Am Helene-Mayer-Ring 4 steht der 88 Meter hohe Olympia Tower, am Helene-Mayer-Ring 10 ein weiteres Hochhaus mit 76 Metern Höhe. Am Helene-Mayer-Ring 23/25 liegt das Ökumenische Kirchenzentrum des Olympischen Dorfs. Im Osten mündet der Helene-Mayer-Ring in die Lerchenauer Straße. Im Westen zweigt die Straßbergerstraße, Nadistraße sowie die Connollystraße ab.
Die Straße ist nach der deutsch-amerikanischen Fechterin und Olympiasiegerin Helene Mayer benannt.

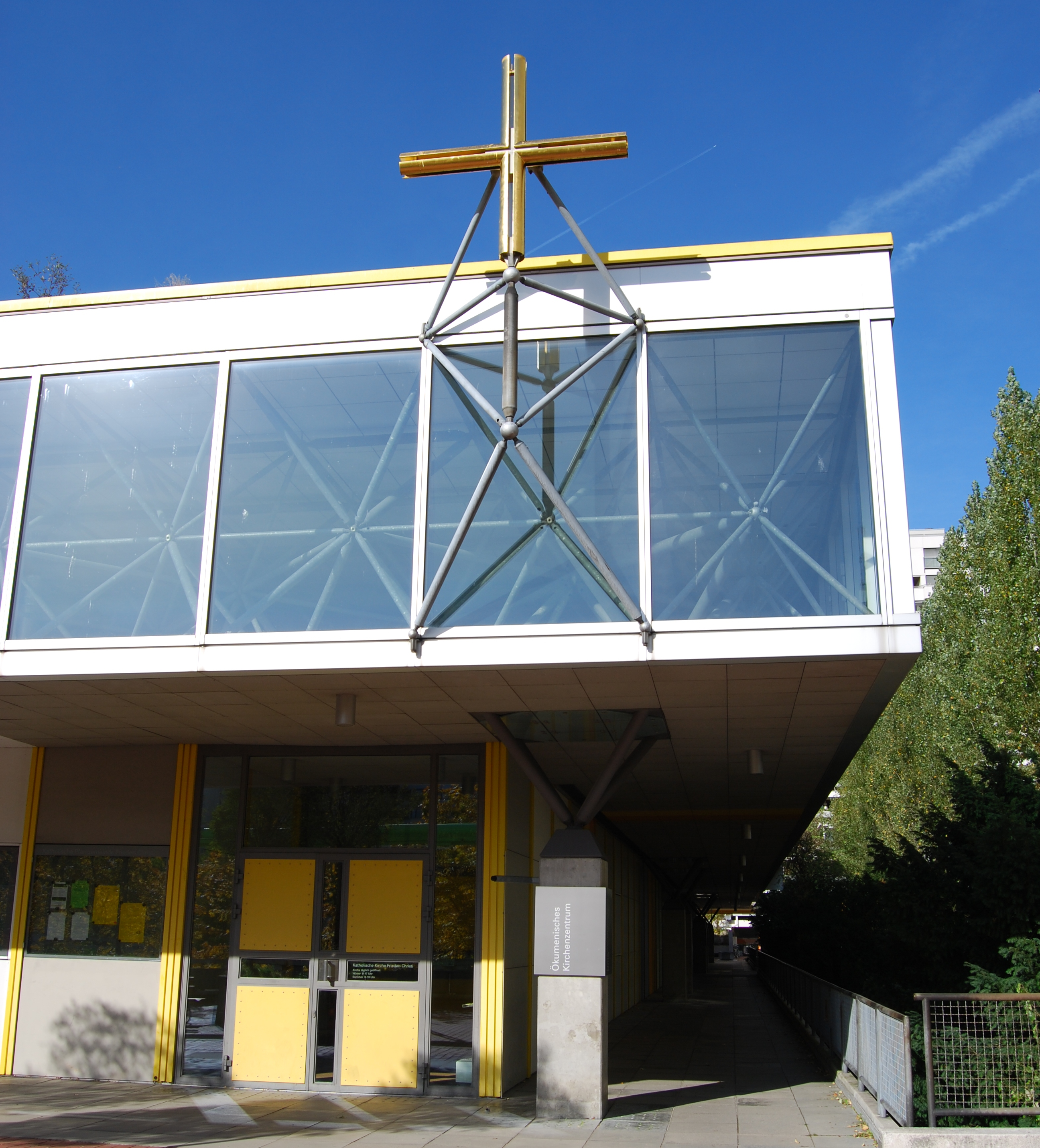
Ökumenisches Kirchenzentrum am Helene-Mayer-Ring
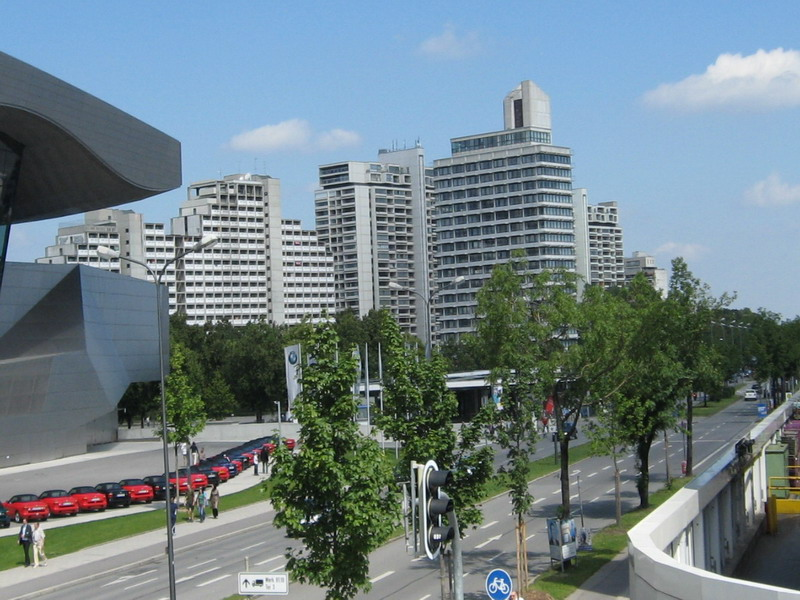
Olympia-Tower am Beginn des Helene-Mayer-Rings
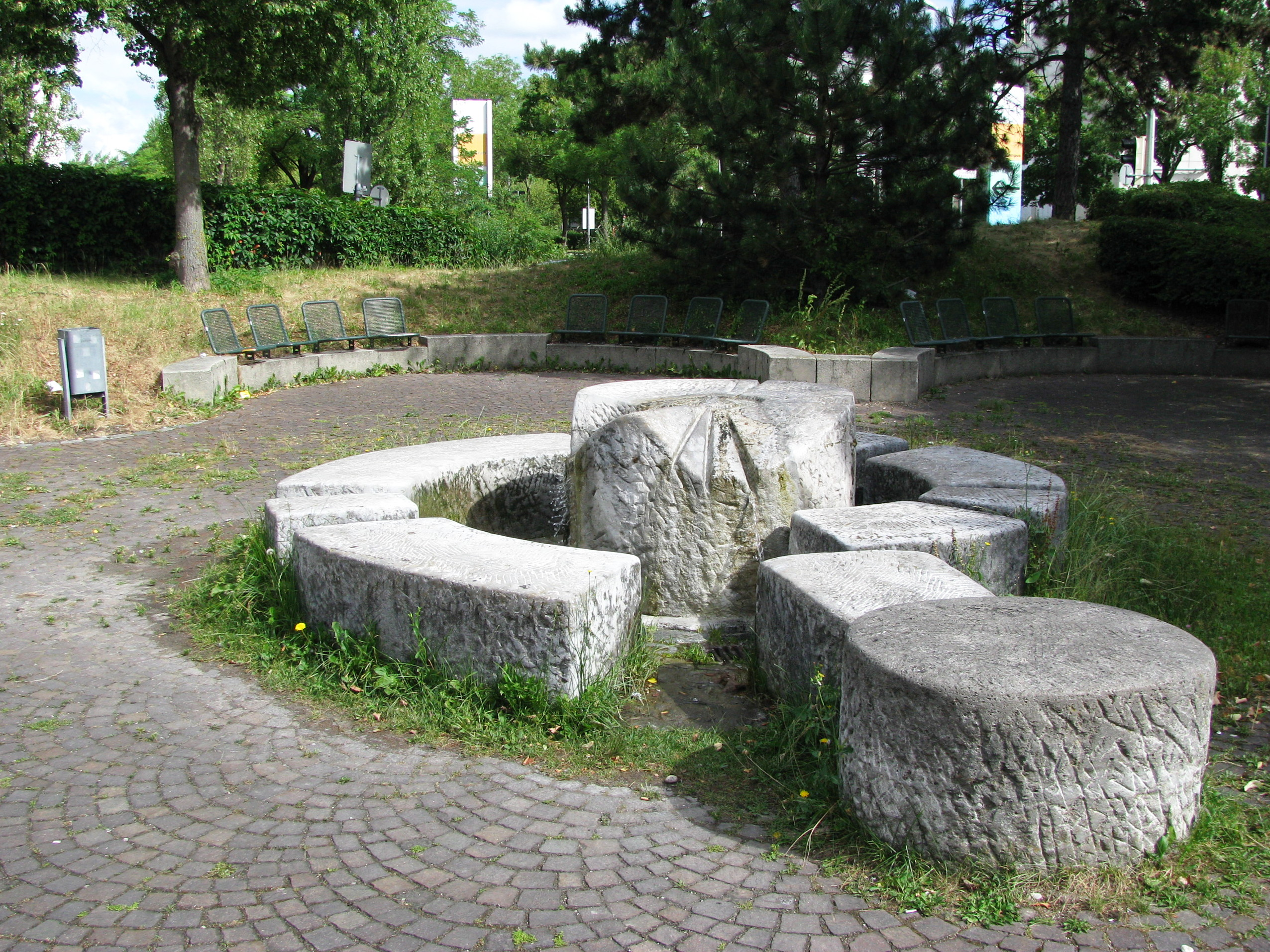
Brunnen Wasserspiele Steinquader (Josef Fromm), Helene-Mayer-Ring / Ecke Lerchenauer Straße
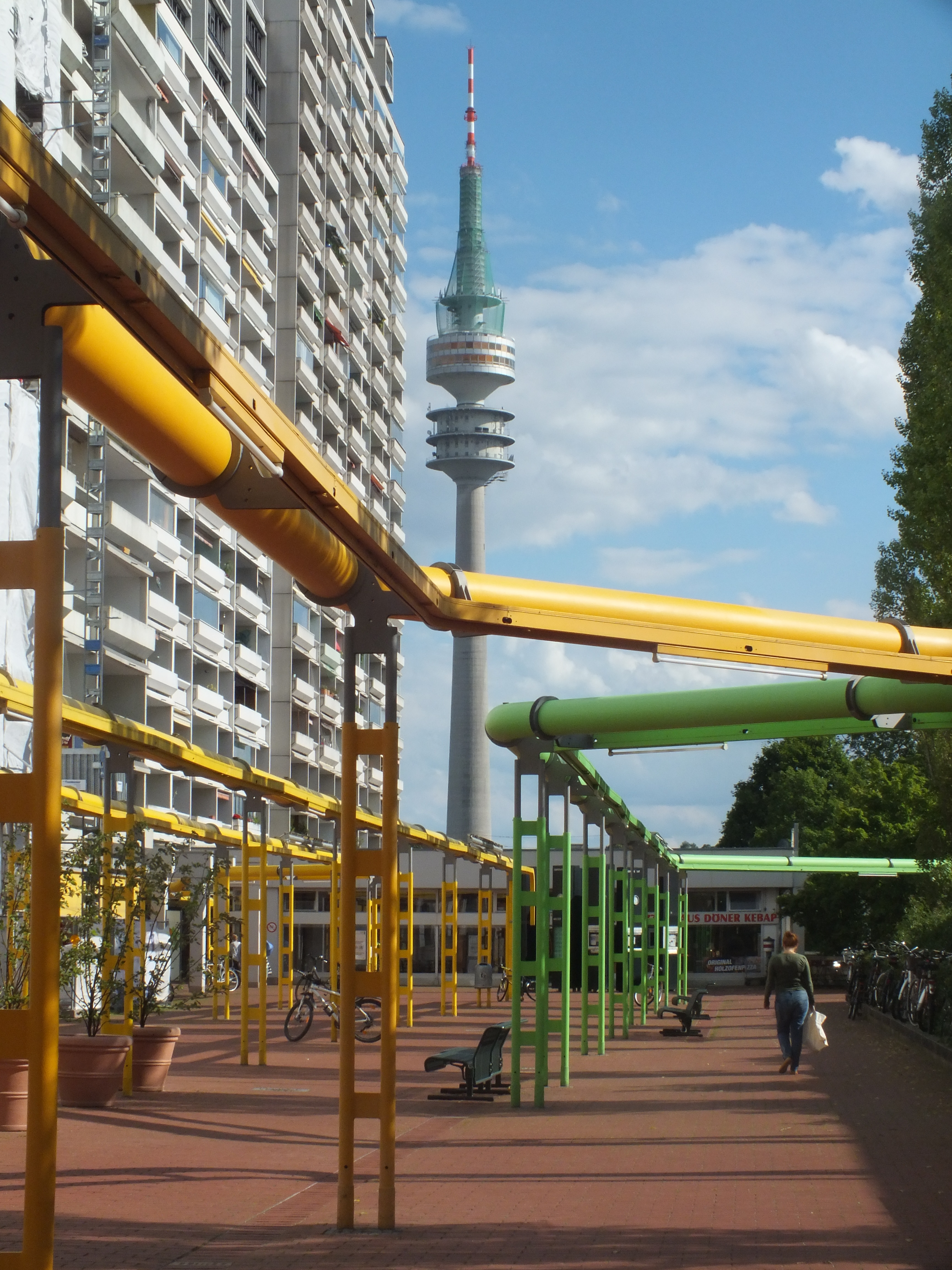
Rohrsystem "Media Lines" als Wegweiser